# 다테노역 (사가현)
다테노역(일본어: 立野駅)은 일본 사가현 미야키군 기야마정에 위치한 아마기 철도 아마기 선의 역이다.

## 역사
- 1987년 11월 1일: 영업 개시.

## 역 구조
단선 승강장 1면 1선의 지상역이다. 규슈 자동차도로의 고가 밑에 위치하고, 무인역이다. 화장실은 기야마 방향 끝부분에 있고 수도시설은 없다.

## 역 주변
역에서 규슈 자동차도를 끼고 서쪽은 기야마 공단, 동쪽은 다테노 공단에서 양쪽 동시에 많은 공장이나 물류 거점이 입지하고 있다. 역에서 북쪽으로 400m 위치에는 현도 131호와 맞닿는다.
- 기야마 공단
  - 코카콜라 웨스트재팬 주식회사 기야마 공장
  - 도요 제관 기야마 공장
  - 이토햄 규슈 공장
  - 도요 수산 사가 냉동 공장
  - 토모쿠 규슈 공장
  - 니시테쓰 버스 사가 도스 영업소
  - 니시테쓰 차체 기술
- 다테노 공단
  - 산포 식품 본사 공장
  - 고쿠요 로지템 규슈 사업부
  - 아사히 맥주 후쿠오카 공장 기야마 분공장
  - 위성 물류

## 인접역
| 아마기 철도 ■ 아마기 선 | 아마기 철도 ■ 아마기 선 | 아마기 철도 ■ 아마기 선 |
| ----------------------- | ----------------------- | ----------------------- |
| 기야마 기야마 방면      |                         | 오고리 아마기 방면      |